# Campionato europeo femminile under 19 di calcio 2005
Il Campionato europeo femminile under 19 di calcio 2005 è stato l'8ª edizione del torneo organizzato dalla Union of European Football Associations (UEFA). La fase finale si è giocata in Ungheria, dal 20 al 31 luglio 2005. Al torneo potevano partecipare solo le giocatrici nate dopo il 1º gennaio 1986.
La Russia ha vinto il titolo per la prima volta.

## Fase finale

### Formato
Parteciparono al torneo otto nazionali, di cui sette qualificate attraverso turni precedenti più l'Ungheria qualificata d'ufficio quale nazione ospitante. Esse furono divise in due gironi all'italiana da quattro squadre, con le prime di ogni gruppo che affronta la seconda dell'altro gruppo in semifinale.
Si disputò, inoltre, uno spareggio per il quinto posto in quanto la Russia, già qualificata al Campionato mondiale femminile under 20 di calcio 2006 in quanto nazione ospitante, si qualificò per le semifinali. Tutte le semifinaliste del torneo, infatti, ottenevano il pass per il mondiale Under-20.

### Fase a gironi

#### Girone A
| Squadra   | G | V | P | S | GF | GS | DR | P.ti |
| --------- | - | - | - | - | -- | -- | -- | ---- |
| Germania  | 3 | 3 | 0 | 0 | 10 | 3  | +7 | 9    |
| Finlandia | 3 | 2 | 0 | 1 | 7  | 5  | +2 | 6    |
| Svizzera  | 3 | 1 | 0 | 2 | 8  | 10 | -2 | 3    |
| Ungheria  | 3 | 0 | 0 | 3 | 1  | 8  | -7 | 0    |

| Arbitro: | Maaren Olander |

|                                  |           |                    |
| Sainio 33’ Sällström 63’ 68’ 89’ | Marcatori | 76’ Abbé 92’ Moser |

| Arbitro: | Silvia Tea Spinelli |

|  |           |                                   |
|  | Marcatori | 50’ Okoyino da Mbabi 58’ Hanebeck |

| Arbitro: | Anelia Sinabova |

|  |           |                          |
|  | Marcatori | 21’ Laihanen 70’ Puranen |

| Arbitro: | Lena Arwedahl |

|                                                              |           |                        |
| Okoyino da Mbabi 10’ Blässe 35’ 76’ Laudehr 61’ Niemeier 85’ | Marcatori | 37’ Bürki 50’ Bernauer |

| Arbitro: | Martina Blahova |

|                                                     |           |               |
| Banecki 20’ Okoyino da Mbabi 22’ I. Kerschowski 43’ | Marcatori | 57’ Sällström |

| Arbitro: | Mihaela Gurdon Basimamovic |

|                                   |           |                         |
| Bürki 1’ 16’ 74’ (rig.) Moser 54’ | Marcatori | 48’ Jakab · 72’ Stoiber |

#### Girone B
| Squadra     | G | V | P | S | GF | GS | DR | P.ti |
| ----------- | - | - | - | - | -- | -- | -- | ---- |
| Francia     | 3 | 2 | 1 | 0 | 8  | 2  | +6 | 7    |
| Russia      | 3 | 2 | 0 | 1 | 7  | 5  | +2 | 6    |
| Inghilterra | 3 | 1 | 1 | 1 | 5  | 4  | +1 | 4    |
| Scozia      | 3 | 0 | 0 | 3 | 2  | 11 | -9 | 0    |

| Arbitro: | Lena Arwedahl |

|                                                 |           |  |
| Peruzzetto 24’ Nécib 33’ Thomis 42’ Castera 95’ | Marcatori |  |

| Arbitro: | Martina Blahova |

|            |           |                             |
| Hughes 90’ | Marcatori | 28’ 69’ Aluko 93’ Sanderson |

| Arbitro: | Maaren Olander |

|                                               |           |             |
| Thomson 40’ (aut.) Castera 50’ Courteille 78’ | Marcatori | 14’ Liddell |

| Arbitro: | Mihaela Gurdon Basimamovic |

|                         |           |           |
| Danilova 17’ 87’ (rig.) | Marcatori | 65’ Aluko |

| Arbitro: | Silvia Tea Spinelli |

|                                                |           |  |
| Terechova 1’ Morozova 12’ Danilova 57’ 81’ 86’ | Marcatori |  |

| Arbitro: | Anelia Sinabova |

|          |           |            |
| Aluko 6’ | Marcatori | 67’ Thomis |

### Fase a eliminazione diretta
|  | Semifinali | Semifinali | Semifinali |         |        | Finale | Finale | Finale |  |
|  |            |            |            |         |        |        |        |        |  |
|  | Germania   | Germania   | 1          |         |        |        |        |        |  |
|  | Germania   | Germania   | 1          |         |        |        |        |        |  |
|  | Russia     | Russia     | 3          |         |        |        |        |        |  |
|  | Russia     | Russia     | 3          |         | Russia | Russia | 2(6)   |        |  |
|  |            |            |            |         | Russia | Russia | 2(6)   |        |  |
|  |            |            | Francia    | Francia | 2(5)   |        |        |        |  |
|  | Francia    | Francia    | Francia    | Francia | 2(5)   | 1      |        |        |  |
|  | Francia    | Francia    |            |         |        |        |        |        |  |
|  | Finlandia  | Finlandia  | 0          |         |        |        |        |        |  |

#### Incontro per il quinto posto
| Arbitro: | Lena Arwedahl |

|                           |           |            |
| Eggenberger 29’ Bürki 50’ | Marcatori | 40’ Carney |

#### Semifinali
| Arbitro: | Silvia Tea Spinelli |

|                      |           |                      |
| Okoyino da Mbabi 44’ | Marcatori | 43’ 65’ 91’ Danilova |

| Arbitro: | Mihaela Gurdon Basimamovic |

|           |           |  |
| Delie 75’ | Marcatori |  |

#### Finale
| Arbitro: | Lena Arwedahl |

|                                                            |                      |                                                      |
| Terechova 47’ Danilova 77’                                 | Marcatori            | 67’ Thomis 86’ Courteille                            |
| Morozova Titova Afanasova Petrova Danilova Todua Cybutovič | Tiri di rigore 6 – 5 | Peruzzetto Nécib Dahou Mula Bouhaddi Ducher Boulleau |

## Classifica marcatrici
9 reti
- Elena Danilova

5 reti
- Vanessa Bürki

4 reti
- Eniola Aluko
- Linda Sällström
- Célia Okoyino da Mbabi

3 reti
- Élodie Thomis

2 reti
- Marie Pierre Castera
- Morgane Courteille

- Anna Blässe
- Elena Terechova

- Martina Moser

1 rete
- Karen Carney
- Lianne Sanderson
- Taru Laihanen
- Leena Puranen
- Essi Sainio
- Marie-Laure Delie
- Louisa Nécib

- Julie Peruzzetto
- Nicole Banecki
- Patricia Hanebeck
- Isabel Kerschowski
- Simone Laudehr
- Annika Niemeier
- Réka Jakab

- Elena Morozova
- Fay Hughes
- Pamela Liddell
- Caroline Abbé
- Vanessa Bernauer
- Katrin Eggenberger

Autoreti
- Hollie Thomson (a favore della Francia)